# Вітрогони (сотня УПА)
Вітрогони — військовий підрозділ УПА (сотня), що входив до 23-го (Калуського) тактичного відтинку «Магура» Військової округи-4 «Говерла», групи «УПА-Захід».

## Історія створення
Історія формування та діяльності бойової сотні УПА «Вітрогони» розпочалася 5 січня 1945 року, коли бунчужний Андрій Марійчин «Тютюнник» отримав наказ організувати новий повстанський відділ. Сотенний мобілізував у Галицькому районі 70 новобранців. Далі відділ перейшов Войнилівським районом, поповнився новобранцями в селах Болохів і Завадка.
Наприкінці січня 1945 р. сотня «Тютюнника» разом із сотнею «Летуна» брала участь під командуванням Музички Степана «Середнього» у спільній акції на районний центр Войнилів з метою звільнення арештованих, серед яких був Олекса Луцький. Під час нападу повстанці знищили десять більшовиків, здобули медикаменти й запаси шкіри, однак арештованих звільнити не вдалося.
23 лютого 1945 р. «Вітрогони» вступили в бій з прикордонним загоном НКВС в с. Липовиця Рожнятівського району, ліквідували лейтенанта і 5 прикордонників, а в засідці за — селом ще 20 більшовиків.
Навесні 1945 р. ряди повстанців косила епідемія черевного тифу — половину особового складу сотні тоді забрав тиф.
2 квітня 1945 р. «Вітрогони» вирушили в рейд і поповнили ряди новобранцями.
Повстанці 3 травня 1945 р. забрали зі спиртзаводу в с. Довпотів 400 літрів спирту, динамомашину і дві пари коней з возами. 
31 травня 1945 р. два рої чоти під командою ройового Михайла Турія «Кулі» зробили невдалу засідку біля села Вигода (нині — присілок села Сапогів) Галицького району Станіславської області. На тактичні помилки повстанців вказав підполковник УПА Степан Фрасуляк: «Засідку розложено неправильно на відкритому полі. На засідку наїхало 5 підвод із 16 енкаведистами. По перших стрілах зі сторони підвідділу УПА ворог зорієнтувався в положенні, скоро заляг в окопах, що були по противній стороні дороги та наступав на наш відділ (з командою «рота вперьод»). Шляхом відступу для відділу було чисте відкрите поле. У висліді з двох роїв було 9 вбитими та 4 раненими. Між вбитими ройовий і чотовий санітар. Ворожі втрати – 10 вбитими».
Чота Федора Мартиніва «Кармелюка» з 14 стрільців 20 червня 1945 р. здійснила акцію проти гарнізону НКВС села Збора Войнилівського району і ліквідували командира гарнізону та кілька бійців. У спровокованій перестрілці двох підрозділів НКВС знищені ще 6 бійців.
21 червня 1945 р. відділ «Вітрогони» здійснив акцію проти гарнізону НКВС села Перекоси Войнилівського району і звільнив 20 заарештованих.
2 серпня 1945 р. 12 повстанців під командою чотового «Гамалії» вчинила засідку на шляху з м. Болехова до с. Велика Тур'я на енкаведистів (16 осіб), які поверталися на двох возах після каральної акції. Під час бою відмовили кулемети і стріляли тільки кріси. Підсумок підвів Степан Фрасуляк: «По перших стрілах большевики втекли в яр річки, забираючи зі собою одного вбитого і одного важко раненого. У ярі відкрили вогонь по наших. Підвідділ «Вітрогонів» відступив без втрат».
7 серпня 1945 р. в селі Суботів біля райцентру Галич Станіславської області відбувся оборонний бій сотні «Вітрогони» з військами НКВС.
2 вересня 1945 р. о 21.30 енкаведисти напали на рій повстанців під час постою в селі Діброва Войнилівського району. Через відсутність належної пильності ворог підійшов яром впритул до місця перебування повстанською рою, троє повстанців загинули, один поранений.
В. о. командира відтинку Іван Кобилинець «Козак» в Наказі № 15 «Про стан відділів та підвідділів ТВ 23 «Магура» від 20 вересня 1945 вказав: «Наші відділи характеризує брак ініціативи, винахідливості. Панує бездіяльність. Загальна деморалізація. Загалом бійці не загартовані». Такий стан бойових відділів був зумовлений тривалим пасивним перебування на одному місці, тому командир настійно вимагав бойових рейдів і активності військ.
Незабаром у повстанській хроніці знову зауважено втрату повстанцями пильності: «Дня 20 жовтня 1945 р. таборуючий в лісі коло села Марківців (Тисменичиина) відділ заатакувала з двох сторін большевицька спецгрупа. Ведені провокатором большевики підсунулись до сплячих повстанців зовсім близько, оминаючи алярмові стійки. Під сильним ворожим обстрілом відділ, відстрілюючись, відступив з поля наскоку. Наші втрати: 3 вбиті, 4 пропавші безвісті. Втрати ворога – 5 вбитих».
2 листопада 1945 р. підвідділ під командою «Крука» здійснив засідку на шляху Войнилів – Сівка-Войнилівська. Повстанці обстріляли конвой із п’яти енкаведистів, які везли заарештованих. Троє більшовиків були поранені, всі арештовані втекли, крім жінки й дівчини, яких більшовики забрали із собою. 
Восени 1945 р. сотня розмістилась у с. Довпотові Войнилівського району. Станичний села був провокатором, організував для всіх повстанців вечерю, а сам про все доніс ворогові. Але місцева сітка ОУН не дрімала. Сотник «Тютюнник» від дівчини-зв’язкової довідався про намір ворога оточити сотню. «Тютюнник» швидко підняв усіх повстанців, голодні й виснажені тої ж ночі відійшли за десятки кілометрів і заховали свій слід від ворога. У бою в с. Селищі поранений інтендант сотенного Білан Михайло Онуфрійович «Старий», щоб не здатись живим у руки ворога, розірвав себе гранатою.
26 грудня 1945 р. командира відділу «Вітрогони» старшого булавного «Тютюнника» було звільнено, натомість призначено булавного Миколу Тюшку «Морозенка».
31 грудня 1945 р. два рої «Морозенка» в лісі біля с. Танява Болехівського району знищили автомашину, захопили хліб і зброю.
28 лютого 1946 р. загинув, застрелившись, командир відділу «Вітрогони» — булавний «Морозенко». Енкаведисти викрили його криївку з допомогою провокатора в селі Станькова, де він лікувався.